# Ogooué-Maritime
Ogooué-Maritime is een van de negen provincies van Gabon. De provincie heeft een oppervlakte van 22.890 km² en 137.993 inwoners (2006). De hoofdstad is Port-Gentil.

## Departementen
Ogooué-Maritime is onderverdeeld in drie departementen (hoofdplaatsen tussen haakjes):
- Bendjé (Port-Gentil)
- Etimboué (Omboué)
- Ndougou (Gamba)

Estuaire · Haut-Ogooué · Moyen-Ogooué · Ngounié · Nyanga · Ogooué-Ivindo · Ogooué-Lolo · Ogooué-Maritime · Woleu-Ntem